# التضحية البشرية في ثقافة الآزتيك

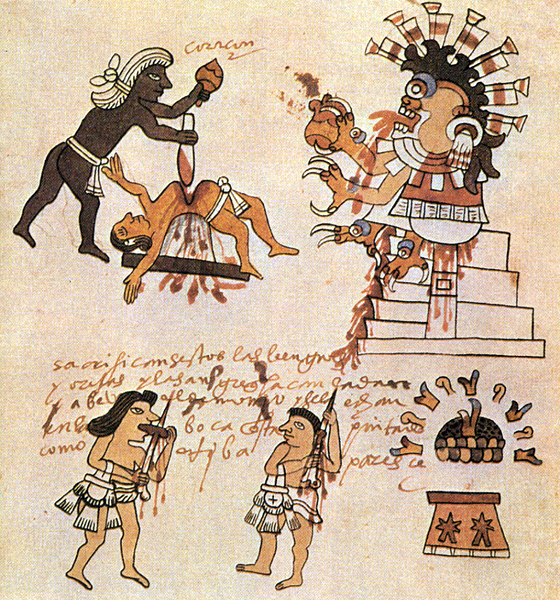
التضحية البشرية في الشعائر الدينية لدي مجتمع الازتيك

التضحية البشرية كانت سمة من ممارسة الشعائر الدينية في حضارة آزتيك ما قبل وصول كولومبوس ، مثلها مثل غيرها من الحضارات في أمريكا الوسطى مثل مايا والزابوتيك
المستكشفين الإسبان والجنود ورجال الدين الذين كانوا لهم اتصال مع حضارة الأزتيك بين عامي 1517 منذ أول من استكشف أمريكا ورسوهم على جزيرة يوكاتان 1521 ، عندما غزا هرنان كورتيس عاصمة الأزتيك تينوتشتيتلان ، جلهم دونوا ملاحظات وكتب تقارير عن ممارسة التضحية البشرية.